# Reconnaissance des mots
L'étude de la reconnaissance des mots (ou identification des mots) cherche à comprendre les mécanismes par lesquels une unité purement graphique ou phonétique (le mot) peut être identifiée et associée un sens.

## Mots écrits
La lecture est une aptitude cognitive consistant à identifier des mots issus du langage écrit et à en extraire leur signification. Dans les langues telles que l’anglais ou le français, le mot est l’unité linguistique de base, une combinaison de lettres entourées de deux espaces. Ces combinaisons reposent sur des règles précises (un « q » ne peut par exemple être directement suivi par un « a ») et jouent un rôle crucial dans l’identification des mots.

### Reconnaissance des mots écrits par le lecteur expert
Tout lecteur est capable de décoder près de 200 mots par minute et ce de façon quasi automatique. Une expérience menée par Stroop,en 1935, illustre cet accès automatique au sens du mot (ou information sémantique) au-delà de ses caractéristiques graphiques. Les volontaires devaient en effet nommer la couleur avec laquelle un mot était écrit sans prêter attention à la couleur désignée par ce dernier. Si le mot « rouge » est écrit en bleu, le sujet devait répondre bleu et non rouge. Les résultats sont frappants : le temps d’identification de la couleur avec laquelle est écrite le mot est plus long lorsque le mot désigne une couleur différente (par exemple « rouge » écrit en bleu). Ce phénomène d’interférence sémantique, ou Effet Stroop, illustre le caractère automatique de la reconnaissance et de la compréhension d’un mot. Le lecteur ne peut s’empêcher d’associer une information graphique (la chaîne de caractères) à une information sémantique (le sens du mot).
Il existe ainsi des processus permettant d’identifier des éléments visuels et morphologiques, de les faire correspondre à des connaissances mises en mémoire par notre cerveau pour enfin accéder au sens du mot.

#### Éléments visuels
Certains auteurs ont proposé l’idée d’une reconnaissance du mot via sa forme globale (reconnaissance holistique). Cette dernière définit le mot comme une suite de lettres écrites en minuscules, les caractères pouvant être montants (b, d, f …), neutres (a, c, e …) ou descendants (p, g, q …). La forme globale dépend donc de la typographie, la police et la taille des lettres utilisées. Elle disparaît pour des mots écrits en majuscules. Ainsi, vous mettrez plus longtemps à reconnaître un texte écrit en majuscules (MAJUSCULE) ou de façon alternée (MaJuScUleS). De même, certaines études ont montré qu’il était plus difficile d’identifier une erreur lorsque la forme globale est conservée (love et loce) que lorsqu’elle est altérée (love et lope).
Cependant, de nouveaux résultats suggèrent que la forme globale des mots ne jouerait aucun rôle dans leur reconnaissance visuelle. A l’heure actuelle, on considère que l’information d’un mot est contenue dans l’identité abstraite des lettres qui le constituent.
Le terme ici de « identité abstraite » fait référence au fait qu'une lettre telle que « a » peut être identifiée comme telle quelle que soit la casse (A ou a), la police (a en Times New Roman, en Arial, mais aussi toutes les subtiles variations émergeant de l'écriture manuscrite) ou encore la taille.
Pour lire un mot, les lettres contenues doivent être identifiées. La question de l'ordre des lettres est également fondamentale. L'ordre des lettres permet au lecteur de distinguer les anagrammes tels que niche, chien et chine par exemple. Cependant, on sait aujourd'hui que le système de reconnaissance contient également une certaine flexibilité concernant le codage de l'ordre des lettres puisque des lettres non adjacentes bénéficient aussi d'un codage particulier. Ainsi, dans le mot NICHE, le système de reconnaissance code les lettres individuelles N I C H E, mais aussi les bigrammes adjacents NI IC CH HE ainsi que ceux non adjacents -I NC IH CE H-.

#### Éléments dits prélexicaux
Le terme de « prélexical » fait référence aux informations contenues dans le mot de longueur inférieure au mot. Ainsi, on peut distinguer la syllabe, le  morphème, mais aussi le graphème, la rime et encore la lettre. Les modèles de reconnaissance de mots postulent également que ces éléments prélexicaux interviennent dans la reconnaissance avant l'accès au lexique. Le terme « pré- » a ainsi une connotation également temporelle.
La syllabe jouerait un rôle important dans la reconnaissance visuelle des mots. En 1973, Spoehr et Smith ont montré que les pourcentages d’erreur d’identification des mots de cinq lettres et deux syllabes étaient plus élevés que pour les mots de cinq lettres à une syllabe. De même, les lettres ne semblent pas lues séparément mais seraient regroupées en unités syllabiques. Cet effet a également été trouvé chez les pseudomots, ou chaîne de caractères ressemblant à des mots mais n’ayant aucun sens. L’effet syllabique est donc bien un effet dit prélexical, puisqu’il intervient indépendamment de la nature lexicale ou non de la suite de lettres présentées.
Des effets infrasyllabiques, renvoyant à des entités plus petites que la syllabe telle que la lettre, la rime ou le graphème, joueraient également un rôle dans la reconnaissance visuelle des mots. Ainsi, le nombre de lettres faciliterait la lecture des mots contenant trois à cinq lettres, ralentirait celle des mots de plus de huit lettres et n’aurait pas d’effet pour les mots de cinq à huit lettres. Les graphèmes (ou représentation écrite d’un son) serait la pierre angulaire de la lecture silencieuse puisqu’ils correspondent à l’association d’une unité visuelle à une unité de prononciation, acquise lors de l’apprentissage de la lecture. Voici des exemples de graphème de la langue française « ou », « ch », « oin » et de la langue anglaise « oa », « sh », « th ». Ceux-ci bénéficieraient d'un codage particulier lors de la reconnaissance de mots: le système perceptif serait à même donc de coder les lettres abstraites « O » et « U » mais aussi l'entité perceptive graphémique « OU ».

#### Éléments lexicaux
La fréquence d’un mot estime le nombre moyen de fois qu’un lecteur a rencontré le mot au cours de ses lectures. Par exemple, les mots « table » ou « faire » sont rencontrés beaucoup plus fréquemment que les mots « hypocrisie » ou « ornithorynque ». L’effet de fréquence est l’un des plus connus en psychologie cognitive de la lecture : les mots de forte fréquence seraient identifiés plus vite que les mots de faible occurrence. Les récentes études de neuroimagerie telles que la magnétoencéphalographie ou l’électro-encéphalographie ont démontré que l’effet de fréquence interviendrait dès 200 ms après la présentation du mot,.
La fréquence d’occurrence repose sur une mesure objective du nombre de fois qu’un sujet a rencontré un mot et est basé sur l’étude statistique d’un grand nombre de textes. La familiarité, elle, repose sur l’expérience des lecteurs. Ces deux valeurs sont fréquemment corrélées. Le verbe « faire », par exemple, est à la fois un mot de haute fréquence et de haute familiarité. À l’inverse, le terme « présomption » présente une faible fréquence d’occurrence mais sera familier des avocats. Connine et al, ont ainsi montré que les mots familiers sont reconnus plus vite que les mots peu familiers, et ce indépendamment de l’effet de fréquence.
Un autre effet majeur en psychologie cognitive de la lecture est celui du voisinage orthographique. Deux voisins orthographiques sont deux mots différant d’une seule lettre. Par exemple, le mot « louche » admet de nombreux voisins orthographiques – « bouche, mouche, couche, douche » - alors que le mot « ogre » n’a pour voisin que le mot « ocre ». On distingue alors deux composantes : la taille du voisinage (ou nombre de voisins) et la fréquence du voisinage (voisins plus ou moins fréquents que le mot source). Les mots possédant un grand nombre de voisins sont ainsi reconnus plus lentement que les mots possédant un nombre faible de voisins. De même, les temps d’identification d’un mot sont plus longs lorsque le mot cible comporte un voisin orthographique de plus haute fréquence. Cependant, ces effets restent durs à étudier puisque le nombre de voisins est fortement corrélé à la taille du mot de départ (les longs mots admettent moins de voisins orthographiques).

### Modèle connexionniste d'Activation Interactive de la reconnaissance de mots
Un des modèles les plus influents en Europe de reconnaissance de mots chez le lecteur expert, est le modèle d'Activation Interactive (ou IA, Interactive Activation) de McClelland & Rumelhart (1981) . Le modèle IA initial tel que publié en 1981 décrit l'activation orthographique lors de l'accès au lexique. Il postule différents niveaux de traitement : 
- le niveau « traits » constitué des caractéristiques physiques visuelles des stimuli (lignes horizontales, verticales, diagonales, courbes comme les / - \ du A) ;
- le niveau « lettres » constitué des 26 lettres de l'alphabet ;
- le niveau « mot » constitué de tous les mots du lexique ;
- le niveau « langue ».

Ces niveaux de traitement sont interconnectés par des connexions de type excitatrice et inhibitrice. Ainsi, les connexions excitatrices se situent principalement entre les différents niveaux tandis que les connexions inhibitrices se situent entre les niveaux ainsi qu'en intra niveau. Lors de la présentation d'un input visuel tel un mot, les traits correspondant à l'input s'activent et viennent alors activer les lettres correspondantes. Les lettres ne contenant pas ces traits sont elles inhibées. Puis ces lettres viennent activer les mots les contenant (en respectant la position de la lettre dans le mot) et inhiber ceux ne la contenant pas. Le modèle est dit interactif puisque les connexions sont bidirectionnelles. Il existe ainsi des boucles rétroactives, notamment du niveau mot vers le niveau lettres. Ainsi, les mots activés viennent renforcer les lettres les contenant et inhiber celles ne les contenant pas. À l'intérieur de chaque niveau trait, lettre et mot, opèrent des connexions de type inhibitrice. Le phénomène d'inhibition intra niveau au niveau lexical est ainsi appelé inhibition latérale ou compétition lexicale.
Plus récemment, d'autres modèles issus du modèle IA ont été proposés afin d'en étendre ses apports.
- Le modèle d'activation interactive bimodal (BIAM, Bimodal Interactive Activation Model) de Diependale, Ziegler & Grainger (2010) [11] inclut des niveaux d'activation phonologique (lexicale et sublexicale) ainsi qu'un niveau de conversion graphèmes - phonèmes.
- Le modèle d'activation interactive bilingue (BIA, Bilingual Interactive Activation) de Dijkstra, Van Heuven & Grainger (1998) [12] et son extension BIA+ de Dijkstra & Van Heuven (2002) (en:Bilingual Interactive Activation Plus (BIA+) [13] qui présente une version de l'accès au lexique lors du bilinguisme.